# Шарль Трене

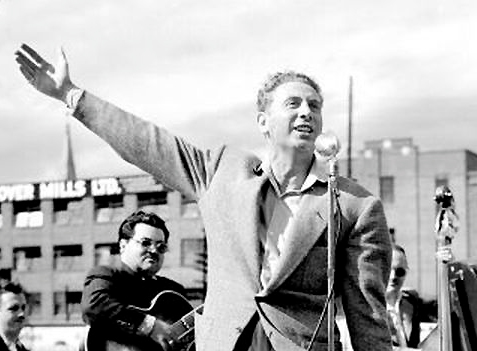
Шарль Трене на концерті, Монреаль, Канада, 24 липня 1946.

Ша́рль Трене́ (фр. Charles Trenet; *18 травня 1913, Нарбона) — †19 лютого 2001, Кретей фр. Créteil, Франція) — французький шансоньє, кіноактор і маляр.
Автор близько 1000 пісень, зокрема «Море» («La mer»), «Паризька романтика» («La romance de Paris»), «Що залишилося від нашого кохання» («Que reste-t-il de nos amours»), «Бум» («Boum»), «Я співаю» («Je chante»).
Отримав прізвисько «Божевільний Співак» («фр. Le Fou Chantant»).

## Історія
До найвідоміших пісень Трене належать «Boum!», «La Mer», «Y'a d'la joie», «Que reste-t-il de nos amours?», «Ménilmontant» та «Douce France». Каталог його пісень величезний і налічує близько 1000.
Деякі з його пісень мають нетрадиційну тематику, з химерними образами, що межують з сюрреалізмом. «Y'a d'la joie» оспівує радість через серію не пов'язаних між собою образів, серед яких вагон метро, що вилітає з тунелю в повітря, Ейфелева вежа, що перетинає вулицю, і пекар, що випікає чудовий хліб. Закохані, які танцюють менует у «Польці короля», з часом виявляють, що вони «більше не люди»: вони зроблені з воску і знаходяться в пастці в Музеї Гревіна. У багатьох його хітах 1930-х і 1940-х років ефективно поєднуються мелодичні та словесні нюанси французької пісні з американськими свінговими ритмами. 

## Фільмографія
- 1932 — фр. Bariole
- 1938 — Зачарована дорога фр. La roure enchantée
- 1938 — Я співаю фр. Je chante
- 1941 — Паризька романтика фр. La romance de Paris
- 1942 — Фредеріка фр. Frederica
- 1943 — Прощувай, Леонар фр. Adieu Léonard
- 1943 — фр. La cavalcade des heures
- 1956 — Весна у Парижі Printemps à Paris
- 1957 — Букет радощі фр. Bouquet de joie
- 1957 — фр. C'est arrivé à 36 chandelles

## Книжки Шарля Трене— романи та автобіографічні твори
- Dodo maniere: Roman. Editions Albin Michel — Paris — 1939.
- La bonne planete: Roman préfacé par Jean Cocteau. Editions Brunier — Paris — 1949.
- Un noir eblouissant: Roman. Editions Grasset — Paris — 1965.
- Mes jeunes annees racontees par ma mere et moi: Essai biographique. Editions Robert Laffont — Paris — 1978.
- Pierre, Juliette et l'automate: Roman. Editions Robert Laffont — Paris — 1983.
- Charles Trenet, oeuvres d'eternelle jeunesse, dodo maniere et la bonne planete: Romans. Editions Michel Lafont — Paris — 1988.

## Збірки пісень
- Les chansons de paris de charles trenet. Illustré par Chabrier. Editions Raoul Breton — Paris — 1982.
- Boum, chansons folles. Collection «Point Virgule». Editions du Seuil — Paris — 1988.
- Le jardin extraordinaire. Les chansons de toute une vie. Livre de Poche — Paris — 1992.
- Tombe du ciel, l'integrale. Editions Plon — Paris — 1993.
- le Trenet. Illustré par Natali — Recueil de 19 chansons. Mango Jeunesse — Paris — 1999.
- Trenet illustre. Philippe Dupuis — Berberian. Collection «Les chanteurs s'illustrent». Editions Albin Michel — Paris — 2000.